# A Festa da Vida
A Festa da Vida é uma canção feita por José Niza, pelo compositor José Calvário e pelo maestro Richard Hill. Foi a entrada portuguesa no Festival Eurovisão da Canção 1972, cantada em português por Carlos Mendes. A canção é uma balada, com Mendes cantando que o mundo precisa de ver a vida como uma festa, a fim de julgar improcedente a negatividade do mundo. Ele descreve esta festa ingenuamente, cantando "pão, vinho e rosas sobre a mesa" e espera que vai "durar até ao amanhecer".
A canção foi a sétima a ser interpretada na noite do evento, após a canção norueguesa e antes da canção helvética. Terminou a competição em 7º lugar, com 90 pontos.